# کاترین مک‌کورمک
کاترین مک‌کورمک (به انگلیسی: Catherine McCormack؛ ‏ زادهٔ ۳ آوریل ۱۹۷۲)، بازیگر انگلیسی است که در نقش‌آفرینی فیلم‌هایی همچون شجاع‌دل، جاسوس‌بازی، ۲۸ هفته بعد، زیبایی خطرناک، وزن آب، سرزمین دختران، بدهکاران و باروت، خیانت و دسیسه مشهور است.